# Kyōsei Tsukui
Kyōsei Tsukui (津久井 教生 Tsukui Kyōsei?) (27 de marzo de 1961 - ) es un seiyū de Tokio. Él está trabajando actualmente por 81 Produce.

## Roles de voz

### Anime
- Johan Tsang en Black Blood Brothers
- Labramon y Shisamon en Digimon Tamers: The Adventurer's Battle
- Pochi en Kore ga Watashi no Goshūjin-sama
- Michelo Chariot en Mobile Fighter G Gundam
- Kouji Senoo en Ojamajo Doremi
- Keith Evans en Psychic Force
- Jiro Nishino en Gokinjo Monogatari
- Detective Kun-kun y Laplace's Demon en Rozen Maiden
- Straight Cougar en s-CRY-ed
- Bebop en Tortugas Mutantes: Choujin Densetsu-hen
- Yamato Shirai en Musumet
- Hakka en Zombie-Loan
- Yuji Takehisa en Angel Densetsu
- AD en Perfect Blue

### Roles doblaje
- Donald y Douglas en Thomas y sus amigos (Temporada 11-)

### Tokusatsu
- Zelmoda en Gekisō Sentai Carranger
- Chainzaws en Seijū Sentai Gingaman
- Spartan en Kyūkyū Sentai GoGo-V
- Cellphone Org en Hyakujū Sentai Gaoranger
- Yatsudenwani en Bakuryū Sentai Abaranger
- Niwante en Tokusō Sentai Dekaranger
- Kanadegami en GōGō Sentai Bōkenger
- Sojo en Jūken Sentai Gekiranger
- Carrigator en Engine Sentai Go-onger
- Namono-Gatari (Gatari) en Tensō Sentai Goseiger
- Crust Imagin en Kamen Rider Den-O
- Yatsudenwani en Kaizoku Sentai Gokaiger vs. Uchū Keiji Gavan: The Movie